# Ming Pao
Ming Pao is een traditioneel Chineestalige krant uit Hongkong. Het is een van de publicaties van Ming Pao Group uit Hongkong. Zijn kantoren zijn gelegen in: Hongkong, Toronto, Vancouver, New York en San Francisco.
De krant vertelt veel nieuws over politieke en economische zaken in Volksrepubliek China en Hongkong. Vanwege zijn hoge mate van taalgebruik, wordt de krant veel gelezen door middelbare scholieren in Hongkong. Velen van hen vinden dat de krant hun taalvermogen in Chinees vergroten.
Ming Pao Group heeft vele tijdschriften zoals Ming Pao Weekly, Ming Pao Monthly en Yazhou Zhoukan. Alle hebben een goede reputatie onder het Hongkongse publiek.
Veel Hongkongers vinden Ming Pao een pro-Volksrepubliek China krant, omdat het weinig kritiek op het handelen van de Chinese staat heeft en wordt daarom als een linkse krant gezien.
De kenmerken van Ming Pao zijn:
1. Confucianisme
2. Chinees nationalisme
3. vrijheid
4. antioorlog

De meeste lezers van Ming Pao komen uit de middelbare inkomensgroep. Hogere inkomens lezen ook vaak Ming Pao. Ming Pao wordt door onderwijsinstellingen meestal als favoriet gekozen. Veel scholen geven Ming Pao als aanbeveling aan leerlingen om te oefenen met krantenteksten en geven kortingen bij het kopen van deze krant, om de leerlingen aan te moedigen meer kranten te lezen.
Ming Pao wordt verkocht voor twee tot zes Hongkongse dollar.

## Geschiedenis
Op 20 mei 1959 werd Ming Pao opgericht door de wuxia-schrijver Jin Yong en zijn goede vriend Shen Pao Sing.
Sinds de jaren negentig van de twintigste eeuw heeft Ming Pao zijn krant verbreid onder de overzeese Chinezen in Canada en de Verenigde Staten van Amerika.
Op 7 november 2005 ontving Ming Pao in Hongkong een doos dat explosieve materiaal bevatte, hierdoor raakte twee medewerkers gewond. De brief die daarbij zat vertelde dat ze dertig miljoen Hongkongse dollar voor straf moesten betalen aan Community Chest of Hong Kong. Donald Tsang, toenmalig Chief Executive of Hong Kong, bekritiseerde het gebeuren. Ming Pao was de eerste krant van Hongkong die een bompakket kreeg.
Op 2 juni 2006 ontving Ming Pao in Hongkong een envelop met rood poeder. De brief zei dat het rode poeder cyanide is en het was een beklag op een commentator van paardenrenwedstrijden.